# Сухі листяні ліси Катхіавар-Гіру
Сухі листяні ліси Катхіавар-Гіру (ідентифікатор WWF: IM0206) — індомалайський екорегіон тропічних та субтропічних сухих широколистяних лісів, розташований на північному заході Індії.

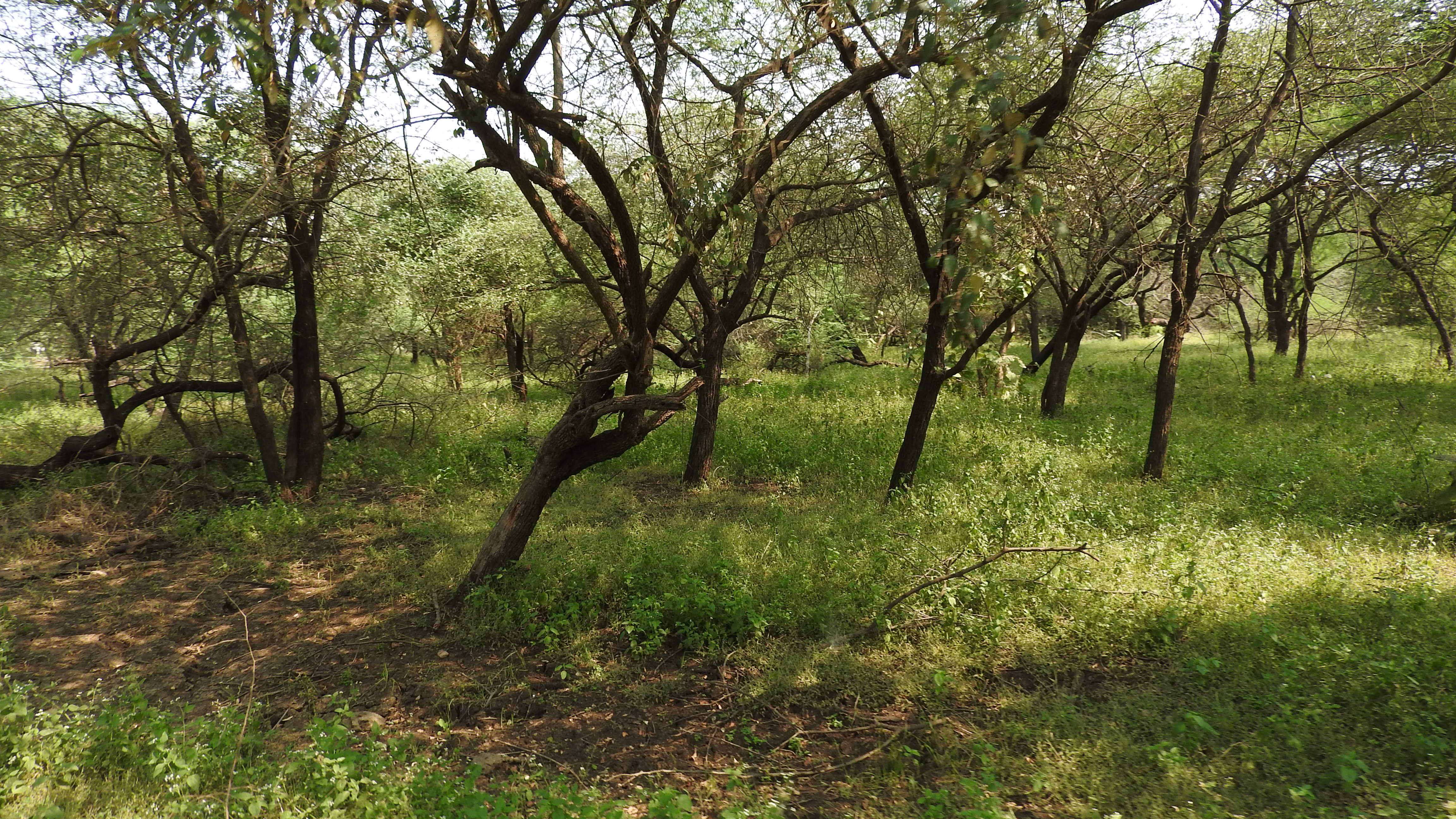
Гірський національний парк

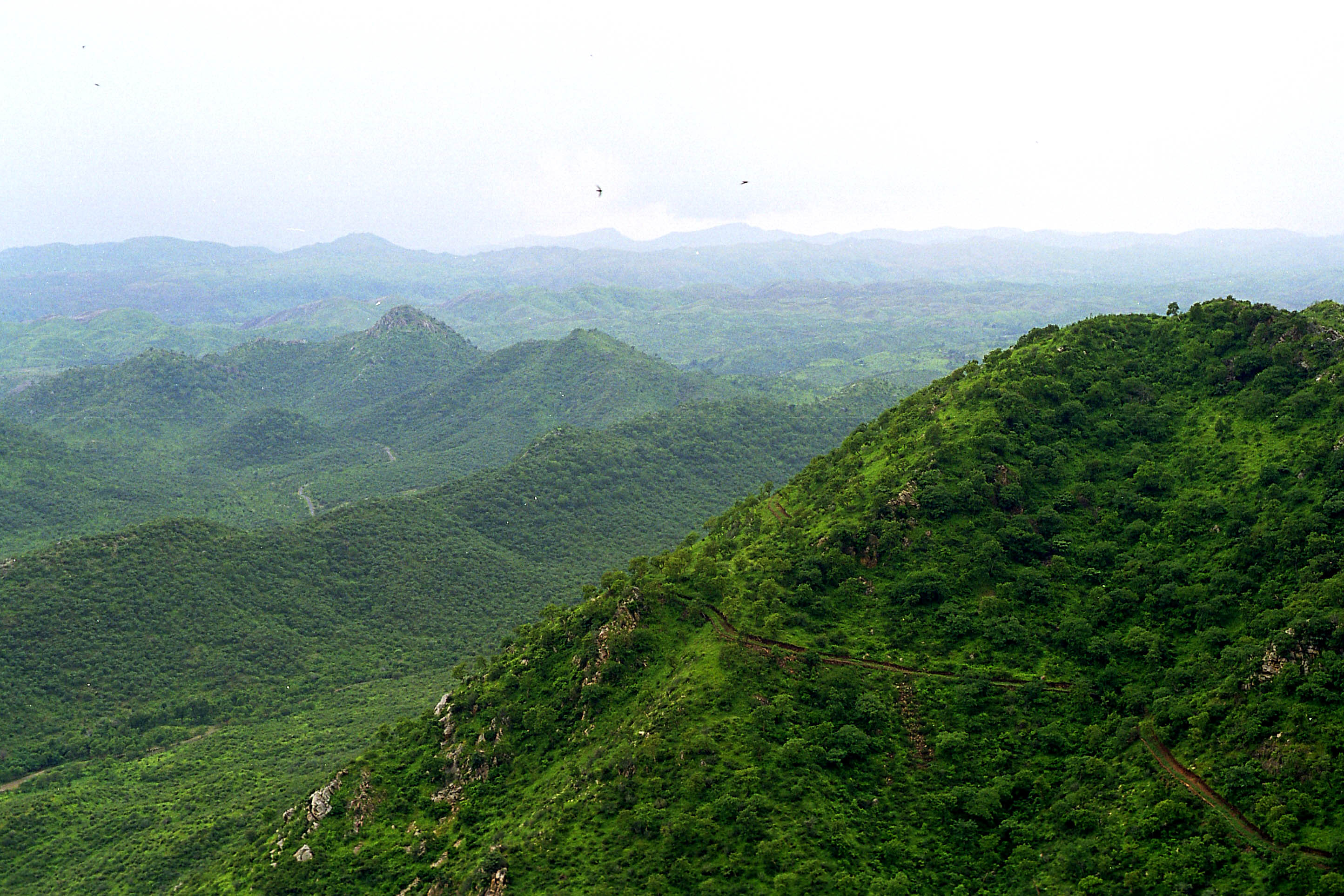
Схили гір Араваллі

## Географія
Екорегіон сухих листяних лісів Катхіавар-Гіру простягається від гір Араваллі на схід до гір Віндг'я та річки Бетва, на території штатів Гуджарат, Раджастхан та Мадг'я-Прадеш. Крім того, екорегіон охоплює Гірський ліс, розташований на півострові Катхіавар в штаті Гуджарат. Найвищою вершиною регіону є гора Абу висотою 1722 м. На захід від регіону поширені колючі чагарники та ліси Північно-Західної Індії, на південний схід — сухі листяні ліси долини Нармади, а на північний схід — вологі листяні ліси долини верхнього Гангу.

## Клімат
В межах екорегіону переважає спекотний і посушливий тропічний клімат. Середньорічна кількість опадів коливається від 550 до 700 мм, більшість з яких приносять південно-західні мусони, що дмуть в регіоні з червня по вересень. Влітку температури підіймаються до 45 °C, а холодними зимовими ночами вони можуть опускатися до 0 °C. У високогір'ях Араваллі клімат більш прохолодний, а на навітряних південно-східних схилах випадає більше опадів.

## Флора
Основними рослинними угрупованнями екорегіону є сухі листяні ліси, видовий склад яких залежить від вологості та ґрунтів. Ці ліси складаються з трьох ярусів, а лісовий намет в них розташований на висоті від 15 до 25 м над землею.
У більш зволожених районах основу лісів складають тикові дерева (Tectona grandis). Також в цих лісах ростуть бенгальські айви (Aegle marmelos), пильчасті босвеллії (Boswellia serrata), санданові дерева (Ougeinia oojeinense), різні види хурми (Diospyros spp.), малабарські бавовняні дерева (Bombax ceiba), індійські трагаканти (Sterculia urens), амли (Phyllanthus emblica), волотисті дальбергії (Dalbergia lanceolaria subsp. paniculata) та еліптичні терміналії (Terminalia elliptica). В більш посушливих районах тикові ліси змінюються майже чистими насадженнями повислих аногейсусів (Anogeissus pendula), іноді у поєднанні з акаціями катеху (Senegalia catechu).
На схилах скелястих пагорбів Араваллі та в деградованих ландшафтах поширені колючі чагарники та рідколісся, в яких ростуть безлисті молочаї (Euphorbia caducifolia), виїмчасті голонасінники (Gymnosporia emarginata), сенегальські акації (Senegalia senegal), мукуллові дерева (Commiphora wightii), непальські індигові дерева (Wrightia tinctoria), білі флюгеї (Flueggea leucopyrus), чіпкі гревії (Grewia tenax) та волохаті гревії (Grewia villosa). На берегах річок і струмків ростуть індійські фінікові пальми (Phoenix sylvestris) та червоні річкові фікуси (Ficus racemosa).
Більшість ендеміків регіону зустрічається в горах Араваллі. Серед таких рослин слід відзначити Dicliptera abuensis та Veronica anagallis.

## Фауна
В межах екорегіону мешкає близько 80 видів ссавців та близько 300 видів птахів. Найбільш характерним представником екорегіону є азійський лев (Panthera leo persica). Історично цей хижак був широко поширений в Південно-Західній Азії та Північній Індії, однак наразі він обмежений Гірським національном парком. Станом на 2020 рік популяція азійських левів нараховувала 674 особини. Серед інших хижаків, поширених в екорегіоні, слід відзначити індійського леопарда (Panthera pardus fusca), азійського вовка (Canis lupus pallipes) та смугасту гієну (Hyaena hyaena), а також дрібніших звичайних шакалів (Canis aureus), очеретяних котів (Felis chaus) та плямисто-рудих котів (Prionailurus rubiginosus). В східній частині екорегіону зустрічаються бенгальські тигри (Panthera tigris tigris) та ведмеді-губачі (Melursus ursinus). 
Також в екорегіоні мешкають індійські замбари (Rusa unicolor), нільгау (Boselaphus tragocamelus), аксіси (Axis axis), індійські газелі або чінкари (Gazella bennettii), чотирирогі антилопи (Tetracerus quadricornis), гарни (Antilope cervicapra), дикі свині (Sus scrofa), макаки-резуси (Macaca mulatta), індійські зайці (Lepus nigricollis) та індійські їжатці (Hystrix indica). Серед поширених в регіоні птахів слід відзначити майже ендемічних білокрилих синиць (Machlolophus nuchalis), а також рідкісних індійських дрохв (Ardeotis nigriceps) та індійських флоріканів (Sypheotides indicus). На берегах водойм зустрічаються болотяні крокодили (Crocodylus palustris).

## Збереження
Оцінка 2017 року показала, що 11 335 км², або 4 % екорегіону, є заповідними територіями. Природоохоронні території включають: 
- Природний заповідник Баларам-Амбаджі[en];
- Національний парк Мукундара-Хіллз[en] (включно із Заповідником дикої природи Джавахар-Сагар та Національним заповідником Чамбал[en]);
- Заповідник Гандхі-Сагар[en];
- Природний заповідник Гхатігаон[en];
- Національний парк Гір;
- Природний заповідник Джайсамунд[en];
- Природний заповідник Джамбугода[en];
- Природний заповідник Кумбхалгар[en];
- Національний парк Куно[en];
- Національний парк Мадхав[en];
- Природний заповідник гори Абу[en];
- Природний заповідник Рамгарх[en];
- Національний парк Рантхамбор[en];
- Тигровий заповідник Саріска[en];
- Природний заповідник Сіта-Мата[en].